# 洋泾湖站
洋泾湖站是绍兴轨道交通2号线的地铁车站，位于中华人民共和国浙江省绍兴市越城区马山街道洋江路与越王路交叉口北侧，于2023年7月26日开通。

## 车站结构

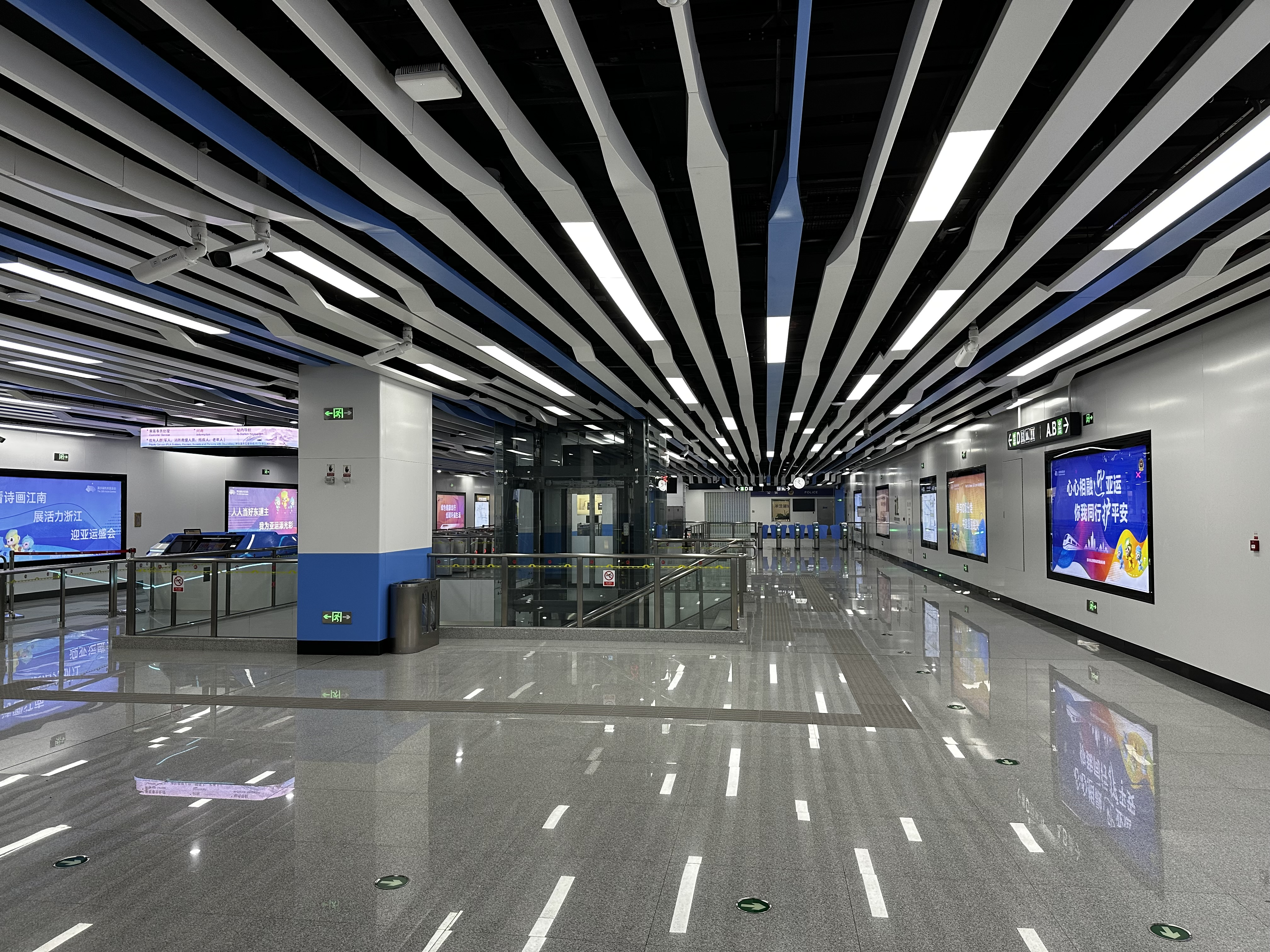
站厅

洋泾湖站沿洋江路东西向布置，为地下二层岛式站台车站，车站长243.6米，宽19.7米，车站地下一层为站厅层，地下二层为站台层。

### 站台
车站地下二层设有一个岛式站台，北侧站台供2号线往镜湖医院站方向列车使用，南侧站台供2号线往檀渎站方向列车使用。

### 车站楼层
| 地面层   | 出入口             | A-B、D出入口                       |  |  |
| 地下一层 | 站厅               | 售票机、客服中心、警务室、安检设施 |  |  |
| 地下二层 |                    | █ 2号线 往人民医院总院（袍中路）   |  |  |
|          | 岛式站台，左侧开门 |                                    |  |  |
|          |                    | █ 2号线 往檀渎（恂南）             |  |  |

## 出入口
洋泾湖站共设有3个出入口，各出口及周围设施如下所示：
| 编号          | 建议前往的目的地             | 照片 | 无障碍设施 |
| ------------- | ---------------------------- | ---- | ---------- |
| A             | 洋江东路(北侧)               |      | 不適用     |
| B             | 洋江东路(南侧)               |      | 不適用     |
| D             | 越王路(东侧)，洋江东路(北侧) |      |            |
| 註： 设有电梯 |                              |      |            |

## 接驳交通

### 公交车
| 地铁洋泾湖站 | 地铁洋泾湖站 | 地铁洋泾湖站 | 地铁洋泾湖站 | 地铁洋泾湖站 |
| 编号         | 路线         | 路线         | 路线         | 备注         |
| ------------ | ------------ | ------------ | ------------ | ------------ |
| 319          | 马山         | ⇆            | 迪荡始发站   |              |

## 车站历史
本站在最初规划时为越东路站，位于洋江路与越东路交叉口，2019年6月，绍兴市城市轨道交通线网规划（修编）公示中，将车站东移至洋江路与越王路交叉口，并改称越王路站，开通前正式命名为洋泾湖站，站名来自于车站附近的洋泾湖。
- 2021年4月29日，车站主体结构封顶[3]。
- 2023年7月26日，车站随2号线一期工程通车启用[2]。